# Культура Древней Греции
Культура Древней Греции — это совокупность достижений в области материальной культуры греческого рабовладельческого общества в период его образования, расцвета и упадка. Вершина её классического наследия относится ко времени Афинской демократии.
В числе главных особенностей отмечают её глубоко общественный характер.

## Мифология
Древняя культура Греции

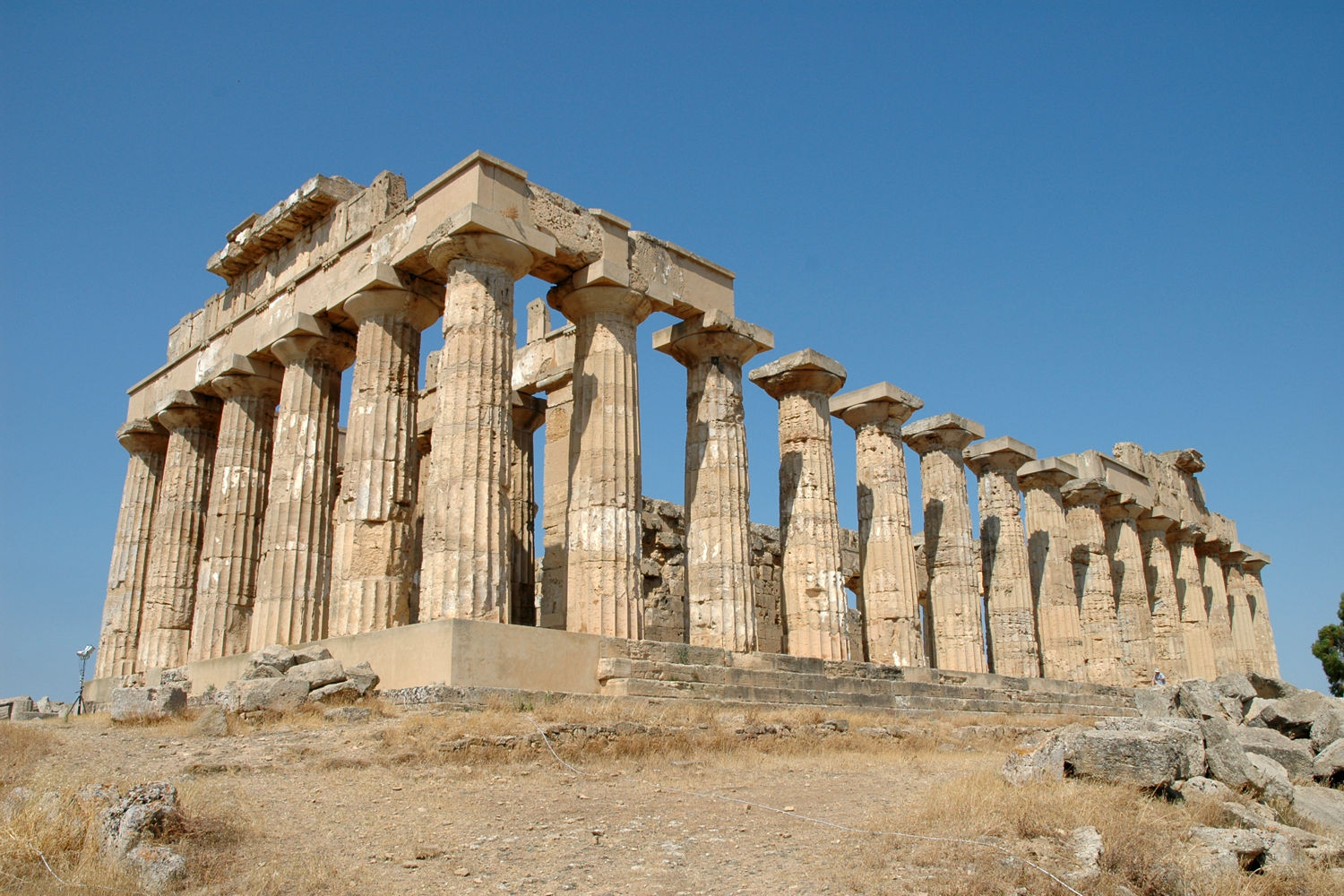
Греческий храм на Сицилии, посвящённый Гере, построен в 5-м столетии до н. э.

Страной с высокоразвитой древней культурой, сыгравшей огромную роль в становлении и развитии мировой культуры, является античная Греция, где возникновение рабовладельческого общества (и одновременно философии) относится к VII—VI вв. до н. э. и связано с распадом первобытного патриархально-родового уклада жизни, которому соответствовало мифологическое мышление.
Мифология — это форма общественного сознания, способ понимания природной и социальной действительности на ранних стадиях общественного развития. Наиболее характерная черта религиозных представлений древних греков до рабовладельческого общества (VII—VI вв. до н. э.) заключается в отражении родовых связей в форме мифа, тотемизма и культа предков. Мифологический образ человеческого мышления объективно был отражением реальной родовой общественно-экономической практики. Памятниками древнегреческой мифологии считаются «Илиада» и «Одиссея» Гомера, сочинения Гесиода «Теогония» и «Труды и дни», отражавшие образ мышления человека родового общества.
В основе мифологической культуры Древней Греции лежит материально-чувственный или одушевленно-разумный космологизм. Космос понимается здесь как абсолют, божество, но античные боги — это не что иное, как те идеи, которые воплощаются в Космосе, то есть законы природы, управляющие им. Космос выступает как абсолют (нет того, что его создало) и как произведение искусства. Представление греков о мире сводится к представлению о нём как о театральной сцене, где люди — актёры, а всё вместе (мир и люди) — порождение Космоса.
Мифология древних греков рассматривается как архетипическая основа их культуры.

## Происхождение богов
Объединяющую, формообразующую роль для всей древнегреческой культуры играла мифология.
Она начала складываться ещё в крито-микенский период. Древнейшими были божества, что воплощали силы природы. От
союза Геи — земли и Урана — неба появились титаны, старшим был
Океан, младшим — Кронос. Одна из дочерей Урана — Афродита, что родилась из пены
морской возле острова Кипр, богиня любви и красоты. По мифологии Кронос решил отомстить своему
отцу за то, что он заточил его братьев титанов в тартаре. Пока Уран спал, Кронос оскопил отца и стал царем всех
богов. Сестра Кроноса — Афродита и ее племянники Посейдон, Аид, племянницы Гера, Деметра и Гестия — боги во главе с
младшим из детей Кроноса и Реи — Зевсом в жестокой схватке с титанами одержали победу и разделили власть над
миром.
Анатолийская система верований о создании мира послужила основой развития восприятия героев мифов, претерпев
необходимую логику повествования под пером многочисленных излагателей своего виденья: древнейшие боги как воплощения
диких, непостижимых и стихийных, воплотились в титанах и гигантах, более человечные и по виду, и по поведенческой
модели были провозглашены олимпийцами. Через хеттские заимствования древнейшие боги греческого пантеона тесно
связаны с общеиндоевропейской системой религиозных верований, имеются параллели и в именах — так, индийский
Варуна соответствует греческому Урану, и т. д.

## Философия
Реальная наука для древних греков — это всегда практика, поэтому они не отличали ремесло и искусство от науки, включая в культуру все виды материальной и духовной деятельности. Ещё одной особенностью древнегреческого мировоззрения является внеличностный характер свойственного ему космологизма. В качестве абсолюта выступает сама природа, прекрасная и красиво организованная в космическом теле.
Отсюда и характерные для древнегреческого мировоззрения два подхода к трактовке возникновения и развития материальной культуры. Согласно первому (Протагор), упорядоченным развитием общественной жизни люди обязаны богам. У греков боги — человекоподобны не только по внешнему облику, но и по их поведению.
Второй подход (Демокрит) творцом культуры считает человека, который создает её, подражая природе. Таким было первоначальное понимание культуры как целенаправленное воздействие человека на природу, а также воспитание и обучение его самого. Поэтому древние греки различали в культуре два противостоящих друг другу начала: природное и нравственное.
С возникновением рабовладельческого строя происходил переход от образного мышления к понятийному. Космогония (наука, изучающая происхождение космических объектов и систем), являвшаяся тогда началом научного исследования, все чаще вступала в противоречие с мифологическим истолкованием природы.
Первыми представителями прогрессирующего отмежевания от мифологии стали сторонники ранней философской школы Древней Греции, а вместе с тем и Европы, — милетской школы, основанной Фалесом в г. Милете. Стихийно материалистический и диалектический взгляд на природу, развитый милетскими мыслителями — Фалесом (624—547 гг. до н. э.), Анаксимандром (610—548 гг. до н. э.) и Анаксименом (вторая половина IV в. до н. э.), заключается в том, что первичное всего существующего они искали в реальной действительности. Фалес видел эту первооснову или «архе» всех природных вещей в воде, из которой все происходит и в которую в конце концов все превращается. Анаксимандр объявил в качестве «архе», из чего все возникает и во что все разрешается, «апейрон», то есть «беспредельное» — нечто среднее между воздухом и водой. Третий представитель милетской школы (Анаксимен) считал основой всех явлений воздух, который, разреживаясь, переходит в огонь, а по мере сгущения — в воду и землю. Здесь впервые возникает проблема начала, которое они ищут не за пределами материальной действительности, а в ней самой.
Роль представителей милетской школы в становлении и развитии древнегреческой культуры не ограничивается областью чистой философии, а распространяется одновременно и на естественнонаучные знания. Так, Фалес определил продолжительность года в 365 дней, предсказал солнечное затмение. Анаксимандр изготовил солнечные часы, карту суши и моря. Анаксимен занимался изучением астрономии. Таким образом, их философские знания аккумулировали в себе, в определенной степени, и естественнонаучные.
В противовес материализму милетцев выступила математическая школа Пифагора (580—500 гг. до н. э.). Пифагорейцы правильно подметили, что все вещи обладают количественной характеристикой. Абсолютизировав это положение, они пришли к неверному выводу, что вещи и числа — это одно и то же, и даже объявили, что вещи подражают числам. В конце концов, пифагорейцы впали в мистику чисел, придавая им (числам) сверхъестественный религиозно-мистический характер.
Продолжателем милетской школы выступил великий диалектик античности Гераклит (544—484 гг. до н. э.). Учение Гераклита — это первый сознательный переход от чувственного воззрения на мир к понятийно-категориальному восприятию его. Введенное им понятие «логоса» как мировой закономерности — ведущая категория его философии. Сутью его сочинений является утверждение борьбы, царящей в природе и общественной жизни в виде постоянного движения, изменения и превращения друг в друга противоположностей. Гераклит по праву считается одним из основоположников диалектики.

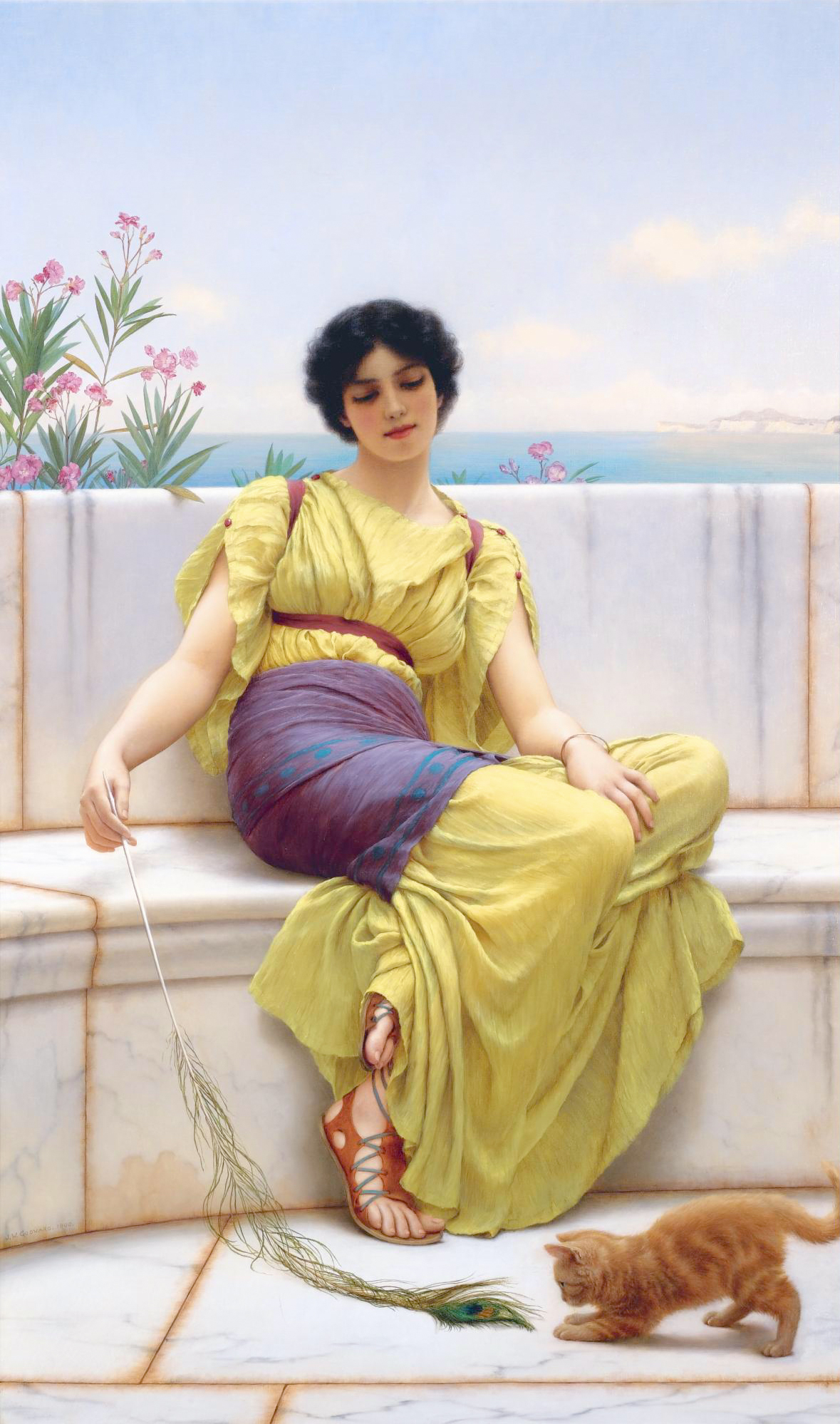
Джон Уильям Годвард, «Праздность» (1900)

Особое место в культуре Древней Греции принадлежит софистам, наиболее известными среди которых были Протагор (490—420 гг. до н. э.) и Горгий (около 480 — около 380 гг. до н. э.). Софистов не без основания считают представителями греческого Просвещения за распространение и популяризацию знаний среди широкого круга учеников. В основе философских взглядов этой школы лежали представления об отсутствии абсолютных истин и объективных ценностей. Отсюда вывод: блага — это то, что доставляет человеку удовольствие, а зло — то, что причиняет страдания. При таком подходе основное внимание уделялось психологическим сторонам личности. Об этом свидетельствует и сформулированный Протагором исходный принцип софистов: «Человек есть мера всех вещей: существующих, что они существуют, и не существующих, что они не существуют».
Важную роль в философской культуре Древней Греции сыграла атомистическая теория Демокрита и Эпикура (наиболее развитая форма античного атомизма), которая давала последовательно материалистическую картину мира, смело утверждая, что весь мир состоит из совокупности атомов (атом — неделимый) — мельчайших неделимых частиц и пустоты, в которой движутся эти атомы. Атомы вечны, неуничтожимы и неизменны. Различные соединения атомов образуют различные вещи. Отсюда — возникновение и разрушение вещей. Мир же представляет собой бесконечное множество вечно движущихся в бесконечной пустоте атомов.
Мир, согласно Демокриту, — не хаос случайных явлений, все в нём причинно обусловлено. Впервые введя в древнегреческую философию понятие причины и развив систему материалистического детерминизма, Демокрит отрицал случайность, отождествляя её с беспричинностью.
Материалистическая линия атомистов, особенно в лице её главного представителя Демокрита, встретила ярко выраженную отрицательную реакцию со стороны идеалистов, прежде всего Платона и его школы.
В формировании философских взглядов Платона огромную роль играл его учитель Сократ (около 470—399 гг. до н. э.). По своему облику Сократ скорее был народным мудрецом, целью которого являлась борьба с абсолютным скептицизмом софистов (Протагора и Горгия). Поворотным пунктом в философии здесь стало то, что сократовское учение заключало в себе обоснование необходимости понятийного знания.
Сократ совершил поворот в древнегреческой философии от Космоса к Человеку, считая главными проблемами вопросы человеческой жизни и смерти, смысла существования, предназначения человека.
Новым в учении Сократа являлось то, что диалектику он понимал как искусство ведения такого рода беседы, диалога, при котором собеседники достигают истины, обнаруживая противоречия в рассуждениях друг друга, сталкивая противоположные мнения и преодолевая соответствующие противоречия. Этот момент диалектики был, безусловно, шагом вперед.
Основные философские положения Сократа нашли логическое продолжение в трудах Платона (427—347 гг. до н. э.), учение которого — первая в истории философии форма объективного идеализма.
Для Платона подлинное бытие принадлежит вечному миру духовных сущностей — миру идей. Материальная действительность является отражением мира идей, а не наоборот. Частичкой такого вечного является и душа человека, которая, по мнению Платона, и составляет суть человеческого существа.
С учением о человеке и душе тесно связана теория государства Платона. Его этика была ориентирована на совершенствование человеческого рода, на создание совершенного общества, а отсюда и идеального государства. Платон делил людей на три типа в зависимости от преобладающей в них части души: разумной, аффективной (эмоциональной) или вожделеющей (чувственной). Преобладание разумной части души свойственно мудрецам или философам. Они привержены правде, справедливости, умеренности во всем, и им Платоном отводилась роль правителей в идеальном государстве. Преобладание аффективной части души наделяет человека благородными страстями: храбростью, мужеством, подчинением долгу. Это — качества воинов или «стражей» безопасности государства. Люди же вожделеющего типа должны заниматься физическим трудом, обеспечивая материальную сторону жизни общества и государства. Это крестьяне и ремесленники. Общей же добродетелью для всех Платон считал «меру», а высшим из всего, что может существовать на Земле, — справедливое и совершенное государство. Поэтому у Платона человек живёт ради государства, а не государство ради человека, то есть ярко выражено господство всеобщего над индивидуальным.
С критикой платоновского объективного идеализма выступил его ученик Аристотель (384—322 гг. до н. э.). Вечные идеи Платона он считал пустыми абстракциями, которые не могут отразить сущность предметов, не могут быть причиной их возникновения и уничтожения, а также познания вообще. Аристотель критикует положение Платона о существовании идей независимо от чувственных вещей. По мнению Аристотеля, едва ли может существовать что-либо помимо единичных вещей. Он правильно указал на слабость идеалистической аргументации Платона. Однако в учении о материи и форме сам приходит к идеалистическому выводу, полагая, что Бог заключен в каждом предмете как мысль этого предмета.
В области социально-философской проблематики Аристотель, подобно Платону, признавал законность и необходимость рабовладения, изначального природного неравенства людей, а также стремление к справедливому государству с соблюдением хороших, совершенствующих человека законов; ибо человек, по мнению Аристотеля, по самой своей природе предназначен к жизни сообща, будучи общественным существом, способным только в общежитии формироваться и воспитываться как нравственная личность, обладающая такими добродетелями, как благоразумие, благожелательность, великодушие, самоограничение, храбрость, щедрость, правдивость. Венчает же все добродетели, согласно Аристотелю, справедливость. Отсюда и стремление его к справедливому государству.
С распадом империи Александра Македонского, учителем которого был Аристотель, кончается эпоха расцвета рабовладельческой античной Греции и наступает новая эпоха — эпоха эллинизма во главе с Римской империей, так называемый римский эллинизм, охватывающий период с I века до н. э. по V век н. э. Основными философскими направлениями в культуре этого периода были: стоицизм, скептицизм, эпикуреизм и неоплатонизм.